# Офіційний перелік регіонально рідкісних рослин Харківської області
Офіційний перелік регіонально рідкісних рослин Харківської області — список, що містить перелік видів рослин, які не занесені до Червоної книги України, але є рідкісними або такими, що перебувають під загрозою зникнення на території Харківської області.

## Історія
Перелік видів рослин, що підлягають особливій охороні на території Харківської області було затверджено рішенням Харківської обласної ради від 25 вересня 2001 р. з метою збереження цінних в природному та господарському відношенні рідкісних або таких, що перебувають під загрозою зникнення на території Харківської області, видів рослин і підвищення відповідальності за їх незаконний збір, пошкодження або знищення. До списку входять 182 види судинних рослин.

## Судинні рослини
| № п/п | Українська назва виду             | Латинська назва виду                              | Українська назва родини | Латинська назва родини |
| ----- | --------------------------------- | ------------------------------------------------- | ----------------------- | ---------------------- |
| 1     | Аденофора лілієлиста              | Adenophora lilifolia (L.) A. DC.                  | Дзвоникові              | Campanulaceae          |
| 2     | Аконіт дібровний                  | Aconitum nemorosum Bieb. ex Reichenb.             | Жовтецеві               | Ranunculaceae          |
| 3     | Аконіт шерстистовустий            | Aconitum lasiostomum Reichenb.                    | Жовтецеві               | Ranunculaceae          |
| 4     | Анемона лісова                    | Anemone sylvestris L.                             | Жовтецеві               | Ranunculaceae          |
| 5     | Астрагал білостеблий              | Astragalus albicaulis DC.                         | Бобові                  | Fabaceae               |
| 6     | Астрагал блідий                   | Astragalus pallescens Bieb.                       | Бобові                  | Fabaceae               |
| 7     | Астрагал крейдолюбний             | Astragalus cretophilus Klok.                      | Бобові                  | Fabaceae               |
| 8     | Астрагал піщаний                  | Astragalus arenarius L.                           | Бобові                  | Fabaceae               |
| 9     | Астрагал пухнастоквітковий        | Astragalus pubiflorus DC.                         | Бобові                  | Fabaceae               |
| 10    | Астрагал український              | Astragalus ucrainicus M.Pop. et Klok.             | Бобові                  | Fabaceae               |
| 11    | Барвінок малий                    | Vinca minor L.                                    | Барвінкові              | Apocynaceae            |
| 12    | Барвінок трав'янистий             | Vinca herbacea Waldst. et Kit.                    | Барвінкові              | Apocynaceae            |
| 13    | Безщитник жіночий                 | Athyrium filix-femina (L.) Roth                   | Безщитникові            | Athyriaceae            |
| 14    | Белевалія сарматська              | Bellevalia sarmatica (Georgi) Woronow             | Лілійні                 | Liliaceae              |
| 15    | Березка лінійнолиста              | Convolvulus lineatus L.                           | Березкові               | Convolvulaceae         |
| 16    | Білозір болотний                  | Parnassia palustris L.                            | Білозорові              | Parnassiaceae          |
| 17    | Бобівник трилистий                | Menyanthes trifoliata L.                          | Бобівникові             | Menyanthaceae          |
| 18    | Бородач звичайний                 | Botriochloa ischaemum (L.) Keng                   | Злакові                 | Poaceae                |
| 19    | Бурачок ленський                  | Alyssum lenense Adam                              | Капустяні               | Brassicaceae           |
| 20    | Валеріана блискуча                | Valeriana nitida Kreyer                           | Валеріанові             | Valerianaceae          |
| 21    | Валеріана бульбиста               | Valeriana tuberosa L.                             | Валеріанові             | Valerianaceae          |
| 22    | Валеріана донська                 | Valeriana tanaitica Worosch.                      | Валеріанові             | Valerianaceae          |
| 23    | Валеріана лікарська               | Valeriana officinalis L.                          | Валеріанові             | Valerianaceae          |
| 24    | Валеріана пагононосна             | Valeriana stolonifera Czern.                      | Валеріанові             | Valerianaceae          |
| 25    | Валеріана російська               | Valeriana rossica P.Smirn.                        | Валеріанові             | Valerianaceae          |
| 26    | Валіснерія спіральна              | Vallisneria spiralis L.                           | Жабурникові             | Hydrocharitaceae       |
| 27    | Верес звичайний                   | Calluna vulgaris (L.) Hull                        | Вересові                | Ericaceae              |
| 28    | Вероніка сива                     | Veronica incana L.                                | Ранникові               | Scrophulariaceae       |
| 29    | Веснівка дволиста                 | Majanthemum bifolium (L.) F. W. Schmidt           | Лілійні                 | Liliaceae              |
| 30    | Вечорниці плакучі                 | Hesperis tristis L.                               | Капустяні               | Brassicaceae           |
| 31    | Вишня кущова                      | Cerasus fruticosa Pall.                           | Розові                  | Rosaceae               |
| 32    | Вовче тіло болотне                | Comarum palustre L.                               | Розові                  | Rosaceae               |
| 33    | Водопериця черговоквіткова        | Myriophyllum alterniflorum DC.                    | Столисникові            | Haloragaceae           |
| 34    | Водяний жовтець Ріона             | Batrachium rionii (Lagger) Nym.                   | Жовтецеві               | Ranunculaceae          |
| 35    | Водяний жовтець фенхелевидний     | Batrachium foeniculaceum (Gilib.) V. Krecz.       | Жовтецеві               | Ranunculaceae          |
| 36    | Водяний різак алоєвидний          | Stratiotes aloides L.                             | Жабурникові             | Hydrocharitaceae       |
| 37    | Волошка вугільна                  | Centaurea carbonata Klok.                         | Айстрові                | Asteraceae             |
| 38    | Волошка російська                 | Centaurea ruthenica Lam.                          | Айстрові                | Asteraceae             |
| 39    | Вольфія безкоренева               | Wolffia arrhiza (L.) Horkel ex Wimm.              | Ряскові                 | Lemnaceae              |
| 40    | Воронець колосистий               | Actaea spicata L.                                 | Жовтецеві               | Ranunculaceae          |
| 41    | Вороняче око звичайне             | Paris quadrifolia L.                              | Лілійні                 | Liliaceae              |
| 42    | Вужачка звичайна                  | Ophioglossum vulgatum L.                          | Вужачкові               | Ophioglossaceae        |
| 43    | Гадюча цибулька занедбана         | Muscari neglectum Guss.                           | Лілійні                 | Liliaceae              |
| 44    | Гвоздика стиснуточашечна          | Dianthus stenocalyx Juz.                          | Гвоздичні               | Caryophyllaceae        |
| 45    | Гіацинтик блідий                  | Hyacinthella leucophaea (C. Koch) Schur           | Лілійні                 | Liliaceae              |
| 46    | Гіацинтик Палласів                | Hyacinthella pallasiana (Stev.) Losinsk.          | Лілійні                 | Liliaceae              |
| 47    | Гірчак зміїний                    | Polygonum bistorta L.                             | Гвоздичні               | Caryophyllaceae        |
| 48    | Глід п'ятистовпчиковий            | Crataegus pentagyna Waldst. et Kit.               | Розові                  | Rosaceae               |
| 49    | Глечики жовті                     | Nuphar lutea (L.) Smith                           | Лататтєві               | Nymphaeaceae           |
| 50    | Головатень руський                | Echinops ritro L.                                 | Айстрові                | Asteraceae             |
| 51    | Гоніолімон татарський             | Goniolimon tataricum (L.) Boiss.                  | Кермекові               | Limoniaceae            |
| 52    | Горицвіт весняний                 | Adonis vernalis L.                                | Жовтецеві               | Ranunculaceae          |
| 53    | Горицвіт волзький                 | Adonis wolgensis Stev.                            | Жовтецеві               | Ranunculaceae          |
| 54    | Граб звичайний                    | Carpinus betulus L.                               | Ліщинові                | Corylaceae             |
| 55    | Громовик несправжньокрасильний    | Onosma pseudotinctoria Klok.                      | Шорстколисті            | Boraginaceae           |
| 56    | Грудниця звичайна                 | Crinitaria linosyris (L.) Less.                   | Айстрові                | Asteraceae             |
| 57    | Грушанка зеленоцвіта              | Pyrola chlorantha Sw.                             | Грушанкові              | Pyrolaceae             |
| 58    | Грушанка круглолиста              | Pyrola rotundifolia L.                            | Грушанкові              | Pyrolaceae             |
| 59    | Грушанка мала                     | Pyrola minor L.                                   | Грушанкові              | Pyrolaceae             |
| 60    | Дельфіній клиновидний             | Delphinium cuneatum Stev. ex DC.                  | Жовтецеві               | Ranunculaceae          |
| 61    | Дзвоники алтайські                | Campanula altaica Ledeb.                          | Дзвоникові              | Campanulaceae          |
| 62    | Дзвоники персиколисті             | Campanula persicifolia L.                         | Дзвоникові              | Campanulaceae          |
| 63    | Ефедра двоколоскова               | Ephedra distachya L.                              | Хвойникові              | Ephedraceae            |
| 64    | Живокіст кримський                | Symphytum tauricum Willd.                         | Шорстколисті            | Boraginaceae           |
| 65    | Жовтець язиколистий               | Ranunculus lingua L.                              | Жовтецеві               | Ranunculaceae          |
| 66    | Жовтушник лісовий                 | Erysimum sylvaticum Bieb.                         | Капустяні               | Brassicaceae           |
| 67    | Жовтяниця черговолиста            | Chrysosplenium alternifolium L.                   | Ломикаменеві            | Saxifragaceae          |
| 68    | Журавлина болотна                 | Oxycoccus palustris Pers.                         | Брусничні               | Vacciniaceae           |
| 69    | Заяча конюшина багатолиста        | Anthyllis macrocephala Wend.                      | Бобові                  | Fabaceae               |
| 70    | Звіробій стрункий                 | Hypericum elegans Steph.                          | Звіробійні              | Hypericaceae           |
| 71    | Зимолюбка зонтична                | Chimaphila umbellata (L.) W. Barton               | Грушанкові              | Pyrolaceae             |
| 72    | Золототисячник гарний             | Centaurium pulchellum (Sw.) Druce                 | Тирличеві               | Gentianaceae           |
| 73    | Зубниця бульбиста                 | Dentaria bulbifera L.                             | Капустяні               | Brassicaceae           |
| 74    | Зубниця п'ятилиста                | Dentaria quinquefolia Bieb.                       | Капустяні               | Brassicaceae           |
| 75    | Їжача голівка маленька            | Sparganium minimum Wallr.                         | Їжачоголівкові          | Sparganiaceae          |
| 76    | Калина звичайна                   | Viburnum opulus L.                                | Жимолостеві             | Caprifoliaceae         |
| 77    | Катран понтійський                | Crambe pontica Stev. ex Rupr.                     | Капустяні               | Brassicaceae           |
| 78    | Катран татарський                 | Crambe tataria Sebeok                             | Капустяні               | Brassicaceae           |
| 79    | Каулинія мала                     | Caulinia minor (All.)Coss. et Germ.               | Різухові                | Najadaceae             |
| 80    | Кермек донецький                  | Limonium donetzicum Klok.                         | Кермекові               | Limoniaceae            |
| 81    | Кермек широколистий               | Limonium platyphyllum Lincz.                      | Кермекові               | Limoniaceae            |
| 82    | Китятки крейдяні                  | Polygala cretacea Kotov.                          | Китяткові               | Polygalaceae           |
| 83    | Косарики черепитчасті             | Gladiolus imbricatus L.                           | Півникові               | Iridaceae              |
| 84    | Костяниця                         | Rubus saxatilis L.                                | Розові                  | Rosaceae               |
| 85    | Купальниця європейська            | Trollius europaeus L.                             | Жовтецеві               | Ranunculaceae          |
| 86    | Ластовень виткий                  | Vincetoxicum scandens Somm. et Levier             | Ластівневі              | Asclepiadaceae         |
| 87    | Ластовень російський              | Vincetoxicum rossicum (Kleop.) Barbar.            | Ластівневі              | Asclepiadaceae         |
| 88    | Латаття біле                      | Nymphaea alba L.                                  | Лататтєві               | Nymphaeaceae           |
| 89    | Латаття сніжно-біле               | Nymphaea candida J. et C. Presl                   | Лататтєві               | Nymphaeaceae           |
| 90    | Левкой запашний                   | Matthiola fragrans Bunge                          | Капустяні               | Brassicaceae           |
| 91    | Ломиніс несправжньовогнистий      | Clematis pseudoflammula Schmalh. ex Lipsky        | Жовтецеві               | Ranunculaceae          |
| 92    | Ломиніс прямий                    | Clematis recta L.                                 | Жовтецеві               | Ranunculaceae          |
| 93    | Ломиніс цілолистий                | Clematis integrifolia L.                          | Жовтецеві               | Ranunculaceae          |
| 94    | Льон австрійський                 | Linum austriacum L.                               | Льонові                 | Linaceae               |
| 95    | Льон жовтий                       | Linum flavum L.                                   | Льонові                 | Linaceae               |
| 96    | Льон український                  | Linum ucranicum Czern.                            | Льонові                 | Linaceae               |
| 97    | Льон Черняєва                     | Linum czernjaevii Klok.                           | Льонові                 | Linaceae               |
| 98    | Льон шорсткий                     | Linum hirsutum L.                                 | Льонові                 | Linaceae               |
| 99    | Маренка сіроплода                 | Asperula tephrocarpa Czern. ex M.Pop. et Chrshan. | Маренові                | Rubiaceae              |
| 100   | Мигдаль степовий, бобчук          | Amygdalus nana L.                                 | Розові                  | Rosaceae               |
| 101   | Молочка приморська                | Glaux maritima L.                                 | Первоцвіті              | Primulaceae            |
| 102   | Образки болотні                   | Calla palustris L.                                | Ароїдні                 | Araceae                |
| 103   | Одинарник європейський            | Trientalis europaea L.                            | Первоцвіті              | Primulaceae            |
| 104   | Оман високий                      | Inula helenium L.                                 | Айстрові                | Asteraceae             |
| 105   | Оман мечолистий                   | Inula ensifolia L.                                | Айстрові                | Asteraceae             |
| 106   | Ортилія однобока                  | Orthilia secunda (L.) House                       | Грушанкові              | Pyrolaceae             |
| 107   | Осока несправжньосмикавцева       | Carex pseudocyperus L.                            | Осокові                 | Cyperaceae             |
| 108   | Осока низька                      | Carex humilis Leys.                               | Осокові                 | Cyperaceae             |
| 109   | Осот їстівний                     | Cirsium esculentum (Stev.) G.A.Mey.               | Айстрові                | Asteraceae             |
| 110   | Первоцвіт весняний, або справжній | Primula veris L.                                  | Первоцвіті              | Primulaceae            |
| 111   | Перстач прямостоячий, калган      | Potentilla erecta (L.) Raeusch.                   | Розові                  | Rosaceae               |
| 112   | Півники карликові                 | Iris pumila L.                                    | Півникові               | Iridaceae              |
| 113   | Півники сибірські                 | Iris sibirica L.                                  | Півникові               | Iridaceae              |
| 114   | Півники солончакові               | Iris halophila Pall.                              | Півникові               | Iridaceae              |
| 115   | Півники угорські                  | Iris hungarica Waldst. et Kit.                    | Півникові               | Iridaceae              |
| 116   | Плавушник болотний                | Hottonia palustris L.                             | Первоцвіті              | Primulaceae            |
| 117   | Плаун булавовидний                | Lycopodium clavatum L.                            | Плаунові                | Lycopodiaceae          |
| 118   | Полин пониклий                    | Artemisia nutans Willd.                           | Айстрові                | Asteraceae             |
| 119   | Полин солянковидний               | Artemisia salsoloides Willd.                      | Айстрові                | Asteraceae             |
| 120   | Полин Черняєва                    | Artemisia tschernieviana Bess.                    | Айстрові                | Asteraceae             |
| 121   | Проліска дволиста                 | Scilla bifolia L.                                 | Лілійні                 | Liliaceae              |
| 122   | Пухирник звичайний                | Utricularia vulgaris L.                           | Пухирникові             | Lentibulariaceae       |
| 123   | Пухирник ломкий                   | Cystopteris fragilis (L.) Bernh.                  | Вужачкові               | Ophioglossaceae        |
| 124   | Пухирник середній                 | Utricularia intermedia Hayne                      | Пухирникові             | Lentibulariaceae       |
| 125   | Пухівка багатоколоскова           | Eriophorum polystachyon L.                        | Осокові                 | Cyperaceae             |
| 126   | Пухівка піхвова                   | Eriophorum vaginatum L.                           | Осокові                 | Cyperaceae             |
| 127   | Пухівка широколиста               | Eriophorum latifolium Hoppe                       | Осокові                 | Cyperaceae             |
| 128   | Рапонтикум серпієвидний           | Rhaponticum serratuloides (Georgi) Bobr.          | Айстрові                | Asteraceae             |
| 129   | Рдесник сарматський               | Potamogeton sarmaticus Maemets                    | Рдесникові              | Potamogetonaceae       |
| 130   | Рдесник туполистий                | Potamogeton obtusifolius Mert. et Koch            | Рдесникові              | Potamogetonaceae       |
| 131   | Рдесник червонуватий              | Potamogeton rutilus Wolfg.                        | Рдесникові              | Potamogetonaceae       |
| 132   | Ринхоспора біла                   | Rhynchospora alba Vahl                            | Осокові                 | Cyperaceae             |
| 133   | Рогачка крейдяна                  | Erucastrum cretaceum Kotov                        | Капустяні               | Brassicaceae           |
| 134   | Рогіз Ляксманна                   | Typha laxmannii Lepech.                           | Рогозові                | Typhaceae              |
| 135   | Родовик лікарський                | Sanguisorba officinalis L.                        | Розові                  | Rosaceae               |
| 136   | Росичка круглолиста               | Drosera rotundifolia L.                           | Росичкові               | Droseraceae            |
| 137   | Ряст Маршалла                     | Corydalis marschalliana Pers.                     | Руткові                 | Fumariaceae            |
| 138   | Рястка Гуссона                    | Ornithogalum gussonei Ten.                        | Лілійні                 | Liliaceae              |
| 139   | Самосил білоповстистий            | Teucrium polium L.                                | Губоцвіті               | Lamiaceae              |
| 140   | Синюха голуба                     | Polemonium caeruleum L.                           | Синюхові                | Polemoniaceae          |
| 141   | Синяк плямистий                   | Echium maculatum L.                               | Шорстколисті            | Boraginaceae           |
| 142   | Скумпія звичайна                  | Cotinus coggygria Scop.                           | Фісташкові              | Anacardiaceae          |
| 143   | Смілка приземкувата               | Silene supina Bieb.                               | Гвоздичні               | Caryophyllaceae        |
| 144   | Солодушка великоквіткова          | Hedysarum grandiflorum Pall.                      | Бобові                  | Fabaceae               |
| 145   | Сон широколистий                  | Pulsatilla latifolia Rupr.                        | Жовтецеві               | Ranunculaceae          |
| 146   | Сонцецвіт звичайний               | Helianthemum nummularium (L.) Mill.               | Чистові                 | Cistaceae              |
| 147   | Сонцецвіт крейдяний               | Helianthemum cretaceum (Rupr.) Juz. ex Dobrocz.   | Чистові                 | Cistaceae              |
| 148   | Страусове перо звичайне           | Matteuccia struthiopteris (L.) Tod.               | Оноклеєві               | Onocleaceae            |
| 149   | Суховершки великоквіткові         | Prunella grandiflora (L.) Scholl.                 | Губоцвіті               | Lamiaceae              |
| 150   | Таволга зарубчаста                | Spiraea crenata L.                                | Розові                  | Rosaceae               |
| 151   | Таволга Литвинова                 | Spiraea litwinowii Dobrocz.                       | Розові                  | Rosaceae               |
| 152   | Теліптерис болотний               | Thelypteris palustris Schott                      | Теліптерисові           | Thelypteridaceae       |
| 153   | Тирлич хрещатий                   | Gentiana cruciata L.                              | Тирличеві               | Gentianaceae           |
| 154   | Тирличничок язичковий             | Gentianella lingulata (Agardh) Pritchard          | Тирличеві               | Gentianaceae           |
| 155   | Тринія багатостеблова             | Trinia multicaulis Schischk.                      | Зонтичні                | Apiaceae               |
| 156   | Тюльпан змієлистий                | Tulipa ophiophylla Klok. et Zoz                   | Лілійні                 | Liliaceae              |
| 157   | Хвощ великий                      | Equisetum telmateia Ehrh.                         | Хвощові                 | Equisetaceae           |
| 158   | Хвощ галузистий                   | Equisetum ramosissimum Deaf.                      | Хвощові                 | Equisetaceae           |
| 159   | Хвощ зимуючий                     | Equisetum hyemale L.                              | Хвощові                 | Equisetaceae           |
| 160   | Хвощ лісовий                      | Equisetum sylvaticum L.                           | Хвощові                 | Equisetaceae           |
| 161   | Хвощ лучний                       | Equisetum pratense L.                             | Хвощові                 | Equisetaceae           |
| 162   | Холодок багатолистий              | Asparagus polyphyllus Stev.                       | Холодкові               | Asparagaceae           |
| 163   | Цибуля жовтіюча                   | Allium flavescens Bess.                           | Цибулеві                | Alliaceae              |
| 164   | Цибуля оманна                     | Allium decipiens Fisch. ex Schult.et Schult. fil. | Цибулеві                | Alliaceae              |
| 165   | Цикута отруйна                    | Cicuta virosa L.                                  | Зонтичні                | Apiaceae               |
| 166   | Чебрець вапняковий                | Thymus calcareus Klok. et Shost.                  | Губоцвіті               | Lamiaceae              |
| 167   | Чемериця Лобелієва                | Veratrum lobelianum Bernh.                        | Лілійні                 | Liliaceae              |
| 168   | Чемериця чорна                    | Veratrum nigrum L.                                | Лілійні                 | Liliaceae              |
| 169   | Черешня                           | Cerasus avium (L.) Moench                         | Розові                  | Rosaceae               |
| 170   | Черсак щетинистий                 | Dipsacus strigosus Willd.ex Roem. et Schult.      | Черсакові               | Dipsacaceae            |
| 171   | Чорноголовник родовиковий         | Poterium sanguisorba L.                           | Розові                  | Rosaceae               |
| 172   | Шавлія австрійська                | Salvia austriaca Jacq.                            | Губоцвіті               | Lamiaceae              |
| 173   | Шавлія ефіопська                  | Salvia aethiopis L.                               | Губоцвіті               | Lamiaceae              |
| 174   | Шавлія лучна                      | Salvia pratensis L.                               | Губоцвіті               | Lamiaceae              |
| 175   | Шавлія поникла                    | Salvia nutans L.                                  | Губоцвіті               | Lamiaceae              |
| 176   | Шолудивник болотний               | Pedicularis palustris L.                          | Ранникові               | Scrophulariaceae       |
| 177   | Шолудивник Кауфмана               | Pedicularis kaufmannii Pinzg.                     | Ранникові               | Scrophulariaceae       |
| 178   | Шолудивник пухнастоколосий        | Pedicularis dasystachys Schrenk                   | Ранникові               | Scrophulariaceae       |
| 179   | Щитник гребенястий                | Dryopteris cristata (L.) A. Gray                  | Щитникові               | Aspidiaceae            |
| 180   | Щитник шартрський                 | Dryopteris carthusiana (Vill.) H. P. Fuchs        | Щитникові               | Aspidiaceae            |
| 181   | Яловець звичайний                 | Juniperus communis L.                             | Кипарисові              | Cupressaceae           |
| 182   | Ясенець голостовпчиковий          | Dictamnus gymnostylis Stev.                       | Рутові                  | Rutaceae               |